# Johann Matthäus Hassencamp

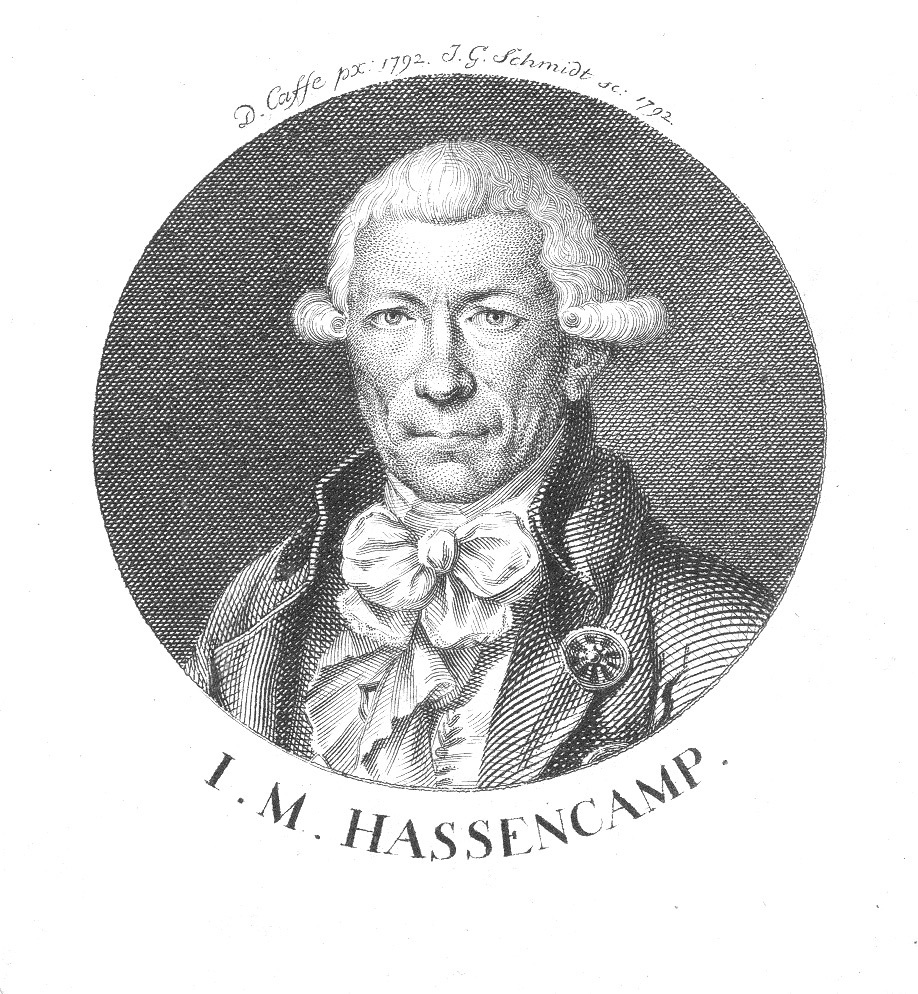
Johann Mathäus Hassencamp, vor 1793

Johann Matthäus Hassencamp (* 28. Juli 1748 in Marburg; † 6. Oktober 1797 in Rinteln) war ein deutscher evangelischer Theologe, Orientalist und Mathematiker in der Zeit der Aufklärung. Er war in Rinteln Professor der Mathematik und der morgenländischen Sprachen.

## Leben
Hassencamp, dessen Vater Kaufmann und Stadtrat war, studierte an den Universitäten Marburg und Göttingen klassische und orientalische Philologie, Philosophie, Mathematik und evangelische Theologie. Das Examen pro candidatura wurde von ihm an Marburg im Jahr 1766 abgelegt. Danach unternahm er eine Studienreise durch Frankreich, die Niederlande und England. Im Jahr 1768 habilitierte sich Johann Hassencamp in Marburg. Kurz darauf wurde er als ordentlicher Professor der Mathematik und der morgenländischen Sprachen an die Universität Rinteln berufen, wo er Mathematik, Physik und Orientalistik unterrichtete. Als aufgeschlossenem, experimentierfreudigem Naturwissenschaftler gelang es ihm, die Stadtväter davon zu überzeugen, dass die Stadt Rinteln zum Schutz gegen Blitzschlag und Brände 1779 mit einem ganzen Ring von insgesamt sieben frei stehenden Blitzableiterstangen umgeben wurde, womit man absolutes Neuland betrat. 1777 wurde Hassenkamp zusätzlich die Aufsicht der Rintelner Universitätsbibliothek übertragen; im Jahr 1789 ernannte man ihn zum Konsistorialrat.
Hassencamp war Freimaurer und Mitglied der Loge Friedrich zu den drei Quellen In Pyrmont.

## Schriften (Auswahl)
- Annalen der neuesten theologischen Litteratur und Kirchengeschichte (1789 bis 1797; Wochenzeitschrift).
- Geschichte der Bemühungen, die Meereslänge zu finden. Rinteln 1769.
- Briefe eines Reisenden von Pyrmon, Cassel, Marburg, Würzburg und Wilhelmsbad. Erstes Paquet. Frankfurt/Leipzig 1783.
- Von dem großen Nutzen der Strahlableiter, und ihrer vortheilhaftesten Einrichtung zur Beschützung ganzer Städte. Rinteln 1784.